# Parmilieu
Parmilieu ist eine französische Gemeinde mit 727 Einwohnern (Stand: 1. Januar 2022) im Département Isère in der Region Auvergne-Rhône-Alpes. Sie gehört zum Arrondissement La Tour-du-Pin und zum Kanton Morestel. Die Einwohner werden Parmiliolands genannt.

## Geografie
Die Gemeinde Parmilieu liegt am Nordrand des Plateau de Crémieu innerhalb des großen Rhôneknies von Lagnieu, etwa 41 Kilometer ostnordöstlich von Lyon. Umgeben wird Parmilieu von den Nachbargemeinden Vertrieu im Norden und Nordosten, Porcieu-Amblagnieu im Osten, Charette im Süden, Saint-Baudille-de-la-Tour im Südwesten sowie La Balme-les-Grottes im Westen. Im Nordosten reicht das Gemeindegebiet von Parmilieu bis auf 70 Meter an das linke Rhôneufer heran und endet dort auf den bis 100 Meter aufragenden Klippen über dem Flussufer.

## Bevölkerungsentwicklung
| Jahr                       | 1962 | 1968 | 1975 | 1982 | 1990 | 1999 | 2006 | 2013 | 2021 |
| Einwohner                  | 349  | 362  | 331  | 362  | 377  | 420  | 594  | 669  | 727  |
| Quellen: Cassini und INSEE |      |      |      |      |      |      |      |      |      |